# Неа Керасия
Неа Керасия или Керасия (на гръцки: Νέα Κερασιά, до 1979 Έμβολον или Έμβολος, Емволон, Емволос, до 1926 Καραμπουρνού, Карабурну) е село в Република Гърция, дем Солунски залив, област Централна Македония с 1105 жители (2001).

## География
Селото е разположен на Халкидическия полуостров, на вдадения в Солунския залив нос Голям Карабурун.

## История

### В Османската империя
В края на XIX век на мястото на Неа Керасия има две гръцки селца, част от Солунската кааза на Османската империя – Мегало (Буюк) Карабурун и Микро (Кючук) Карабурун. В 1818 година е построена църквата „Свети Архангели“. Александър Синве („Les Grecs de l’Empire Ottoman. Etude Statistique et Ethnographique“), който се основава на гръцки данни, в 1878 година пише, че в Мегало Карабурну (Meg. karabournou) живеят 90, а в Микро Карабурну (Micro karabournou) – 450 гърци. В „Етнография на вилаетите Адрианопол, Монастир и Салоника“, издадена в Константинопол в 1878 година и отразяваща статистиката на населението от 1873 година, Кара бурун Сорно (Cara Bouroun-Sorno) е посочено като селище в Солунска каза с 25 домакинства, като жителите му са 110 българи.
В 1900 година според Васил Кънчов („Македония. Етнография и статистика“) в Буюкъ Кара Бурунъ живеят 150, а в Кючукъ Кара Бурунъ – 200 гърци християни.
По данни на секретаря на Българската екзархия Димитър Мишев („La Macédoine et sa Population Chrétienne“) в 1905 година в Карабурну (Karabounou) има 100 жители гърци и в селото работи гръцко училище с 1 учител и 40 ученици.
Според доклад на Димитриос Сарос от 1906 година Голямо и Малко Карабурун (Καραμπουρούν Μέγα και Μικρό) е гъркогласно село в Солунската митрополия с 220 жители с гръцко съзнание. В селото работи смесено начално гръцко училище с 28 ученици (28 мъже) и 1 учител.

### В Гърция
През Балканската война в 1912 година в селото влизат гръцки части и след Междусъюзническата война в 1913 година Карабурун остава в Гърция. В 1926 година селото е прекръстено на Емволос. През 20-те година в селото са заселени гърци бежанци. В 1928 година Емволос е бежанско село със 74 семейства и 257 души. В 1979 година името на селото е сменено на Неа Керасия.